# Énergie à Taïwan
Le secteur de l'énergie à Taiwan est presque entièrement dépendant des importations d'agents énergétiques importés (pétrole, gaz naturel, charbon et uranium).
La part de l'électricité dans la consommation finale d'énergie du pays était de 30,3 % en 2019. Sa production provenait en 2021 pour l'essentiel du charbon (44,3 %), du gaz naturel (37,2 %) et des centrales nucléaires (9,6 %). La part des énergies renouvelables était de 6,5 % (surtout hydro 2,3 %, solaire 2,7 %, éolien 0,8 %). L'éolien en mer se développe rapidement, plaçant le pays au 7e rang mondial en 2023 (2,8 % du total mondial).

## Secteur des hydrocarbures

### Secteur amont
La production de pétrole et de gaz sur le territoire taiwanais est anecdotique. Des travaux d'évaluation du potentiel offshore sont en cours dans le détroit de Taïwan et en mer de Chine méridionale, menés par la compagnie nationale CPC (Chinese Petroleum Corp., Taiwan).

### Importations, raffinage, consommation de pétrole
Le pays possède quatre raffineries, d'une capacité totale de 1.2 million de barils/jour environ. Plus de 80 % du pétrole est importé du Golfe persique, le reste provenant de pays comme l'Angola. Le pays réexporte une partie des carburants raffinés, comme de l'essence, du kérosène et du gasoil, mais il importe du naptha et du fioul-oil.

### Importations et consommation de gaz naturel
Taiwan importe du gaz sous forme liquide. Deux ports méthaniers se trouvent à Taichung et Kaohsiung. 18,7 milliards de mètres cubes de gaz naturel ont été importés sous cette forme en 2015. La moitié provient du Qatar, la Malaisie et l'Indonésie étant les autres fournisseurs importants. Plus de 80 % du gaz est utilisé dans les centrales électriques et les cogénérations.

## Secteur électrique

Production d'électricité par source.

La part de l'électricité dans la consommation finale d'énergie du pays était de 30,3 % en 2019 (886,3 PJ sur 2 922 PJ).
La production d'électricité de Taiwan était de 290,9 TWh en 2021, dont 128,9 TWh produits par les centrales au charbon (44,3 %), 108,3 TWh par les centrales au gaz (37,2 %), 5,3 TWh à partir de pétrole (1,8 %) et 27,8 TWh par les centrales nucléaires (9,6 %). Les énergies renouvelables ont produit 18,8 TWh, soit 6,5 % du total (hydro : 6,7 TWh, solaire : 8 TWh, éolien : 2,2 TWh, déchets : 1,8 TWh).

### Centrales thermiques

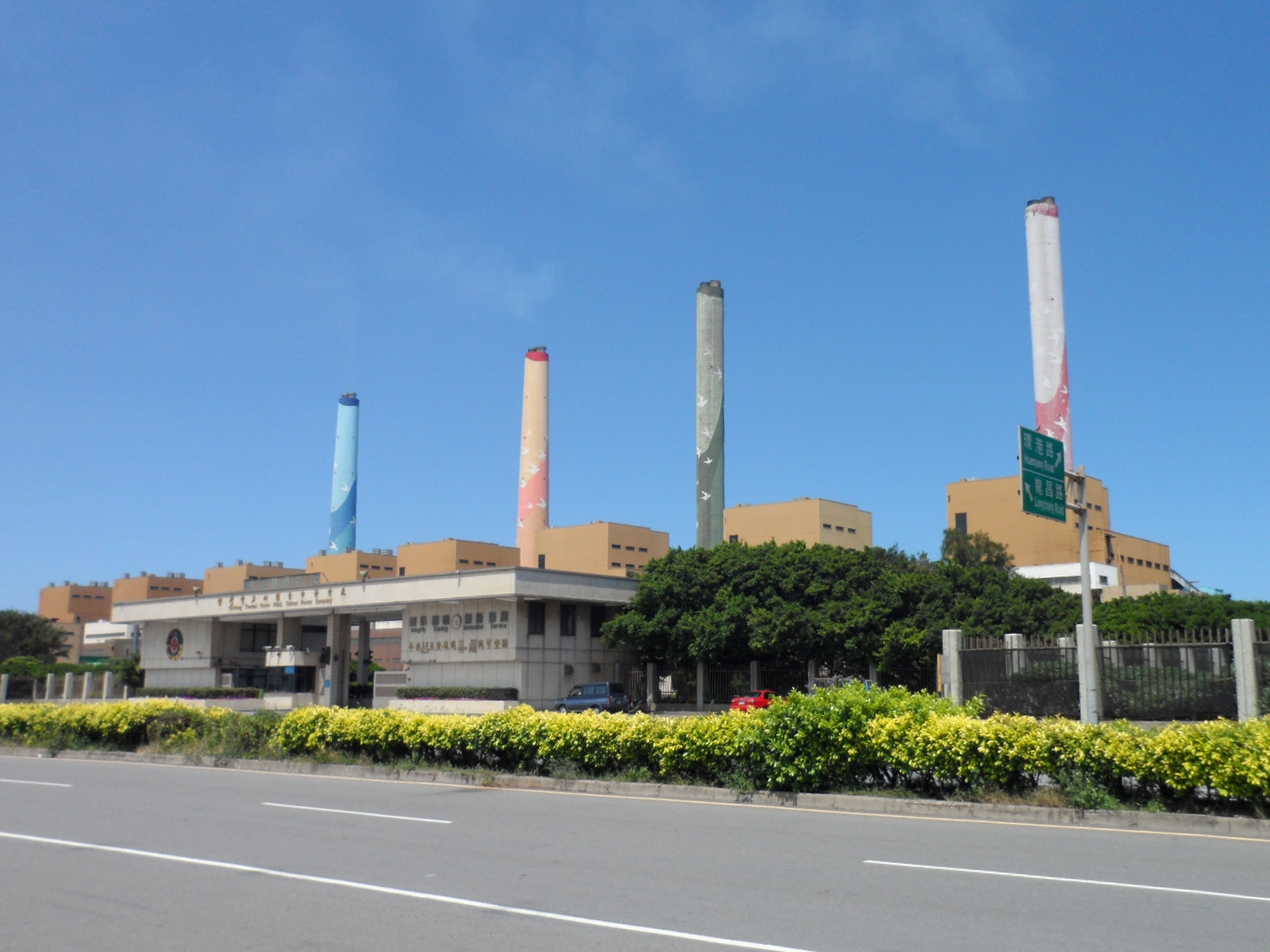
Centrale thermique de Taichung, 2013.

Les centrales au charbon sont les plus développées, fournissant presque la moitié de l'électricité de Taiwan. La centrale thermique de Taichung est la plus puissante centrale au charbon du monde, avec une capacité de 5 500 MW (5 800 en prenant en compte les unités à gaz naturel et les éoliennes présentes aussi sur le site). La centrale d'Hsinta et la centrale de Mailiao sont d'autres centrales à charbon géantes (plus de 4 000 MW chacune).

### Filière nucléaire

Centrales nucléaires à Taïwan
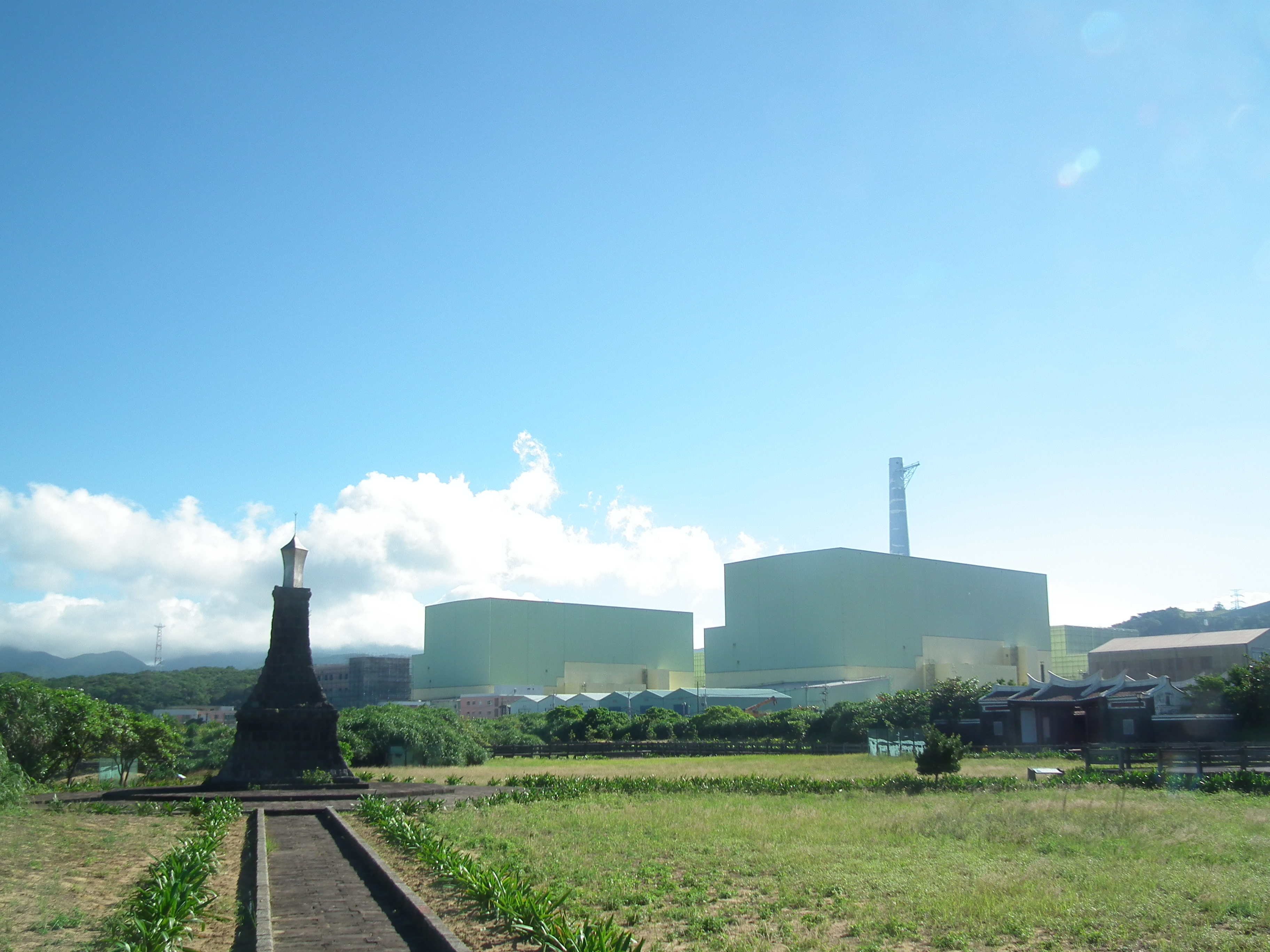
Centrale nucléaire de Lungmen, 2010.
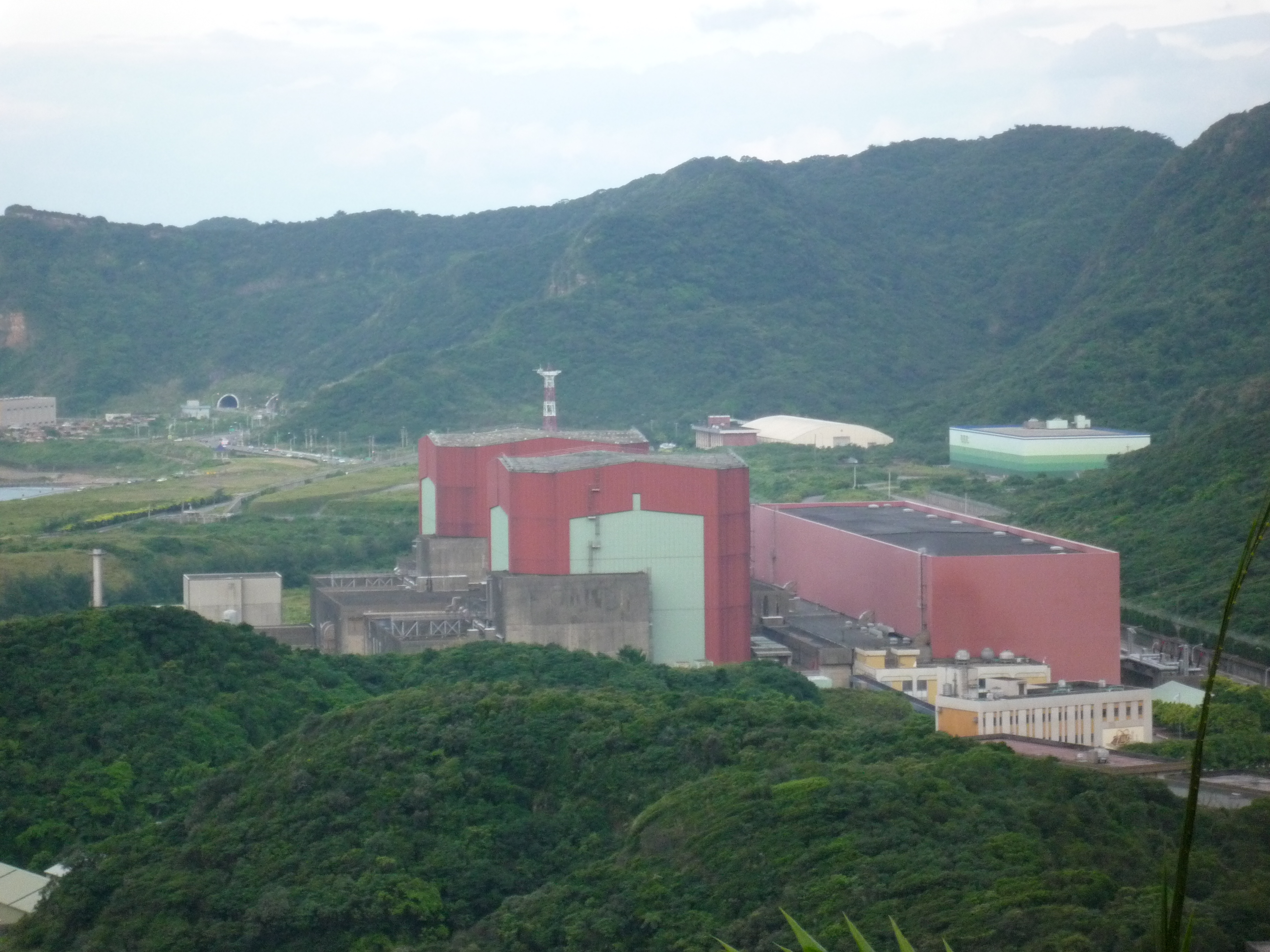
Centrale nucléaire de Kuosheng, 2011.
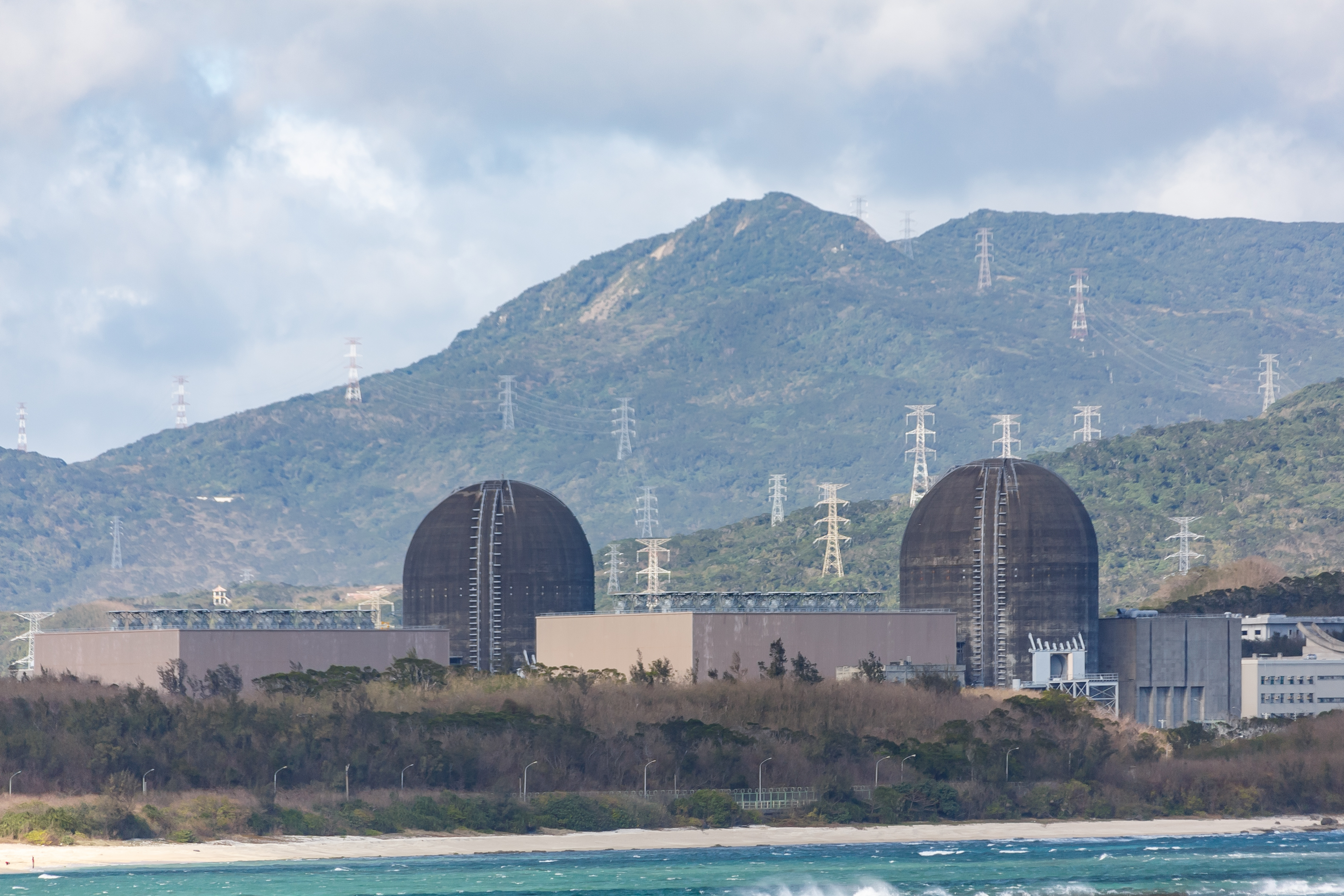
Centrale nucléaire de Ma'anshan, 2015.

Taïwan possède trois centrales nucléaires qui ont produit 22,92 TWh en 2022, soit 9,1 % de la production d'électricité du pays:
Deux centrales à l’arrêt définitif :
- Centrale nucléaire de Chin Shan : 2 x 604 MW, réacteurs à eau bouillante (REB);
- Centrale nucléaire de Kuosheng : 2 x 985 MW (REB);

Une centrale opérationnelle :
- Centrale nucléaire de Ma'anshan : 2 x 936 MWe, Réacteurs à eau pressurisée[9].

La construction de la centrale nucléaire de Lungmen (2 x 1 350 MW, réacteurs de 3ème génération ABWR) a été suspendue en 2014 dans l'attente du référendum taïwanais de 2018, qui a décidé l'abrogation de la loi sur la sortie du nucléaire et donc la relance des travaux à Lungmen. La proposition de référendum, lancée par le militant « pro-démocratie » et pro-nucléaire Shih-Hsiu Huang, avait recueilli 315 000 signatures et le soutien de l’ancien Président taiwanais. En 2017, le pays avait connu une coupure d'électricité sans précédent, impactant sept millions de foyers, et menaçant l’industrie des semi-conducteurs, vitale pour l’économie du pays, et en juin 2018, le gouvernement avait dû redémarrer en urgence un réacteur nucléaire pour répondre à une demande exceptionnelle d'électricité dans un contexte de canicule.
En 2016, le Parti démocrate-progressiste (DPP) lance un programme de sortie du nucléaire d'ici 2025. Les réacteurs de la centrale nucléaire de Chin shan ont été définitivement mis à l'arrêt entre 2018 et 2019. Durant l'été 2021, l'un des réacteurs de la centrale de Kuosheng a également été arrêté. Le réacteur n° 2 de cette centrale doit être définitivement mis à l'arrêt en mars 2023. Fin 2021, il ne reste plus que trois réacteurs en activité à Taïwan.

### Énergies renouvelables

#### Hydroélectricité

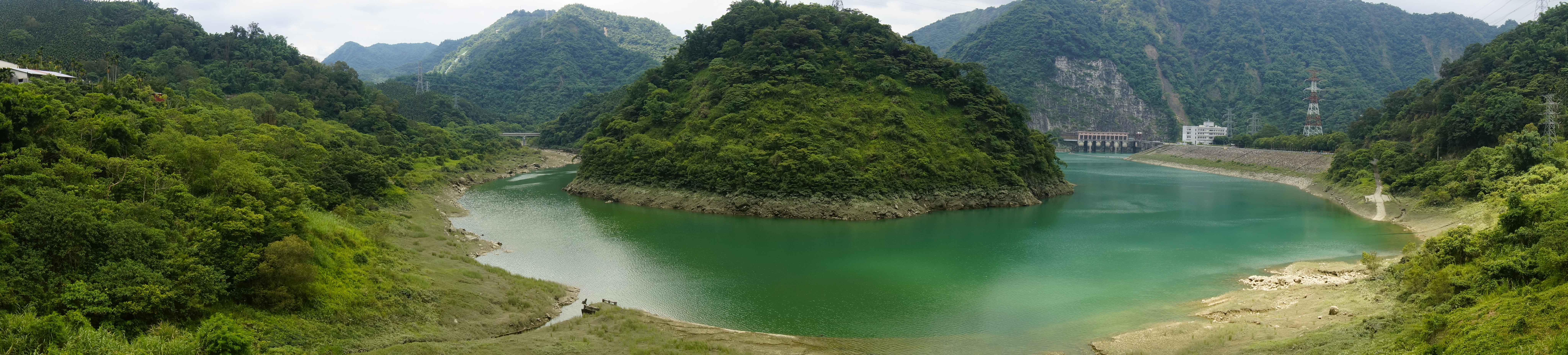
Réservoir de Mingtan, comté de Nantou, 2013.

Les centrales hydroélectriques taïwanaises ont produit 6 653 GWh en 2021, soit 2,3 % de la production d'électricité du pays ; en 2019, elles avaient produit 8 753 GWh (3,2 %).
La production hydroélectrique du pays a atteint 6,18 TWh en 2020. La puissance installée des centrales hydroélectriques totalisait 4 694 MW fin 2020, au 11e rang de la région Asie orientale-Pacifique, dont 2 602 MW de centrales de pompage-turbinage. Le gouvernement s'est fixé l'objectif d'atteindre 2 500 MW hors pompage-turbinage d'ici 2030.
Les deux centrales de pompage-turbinage sont les plus puissantes du pays : celle de Mingtan, mise en service en 1993-95, a une puissance de 1 602 MW et celle de Minghu (aussi dénommée Takuan) de 1 008 MW ; elles sont toutes deux installées sur la rivière Shuili dans le comté de Nantou.

Centrales hydroélectriques sur la rivière Dajia
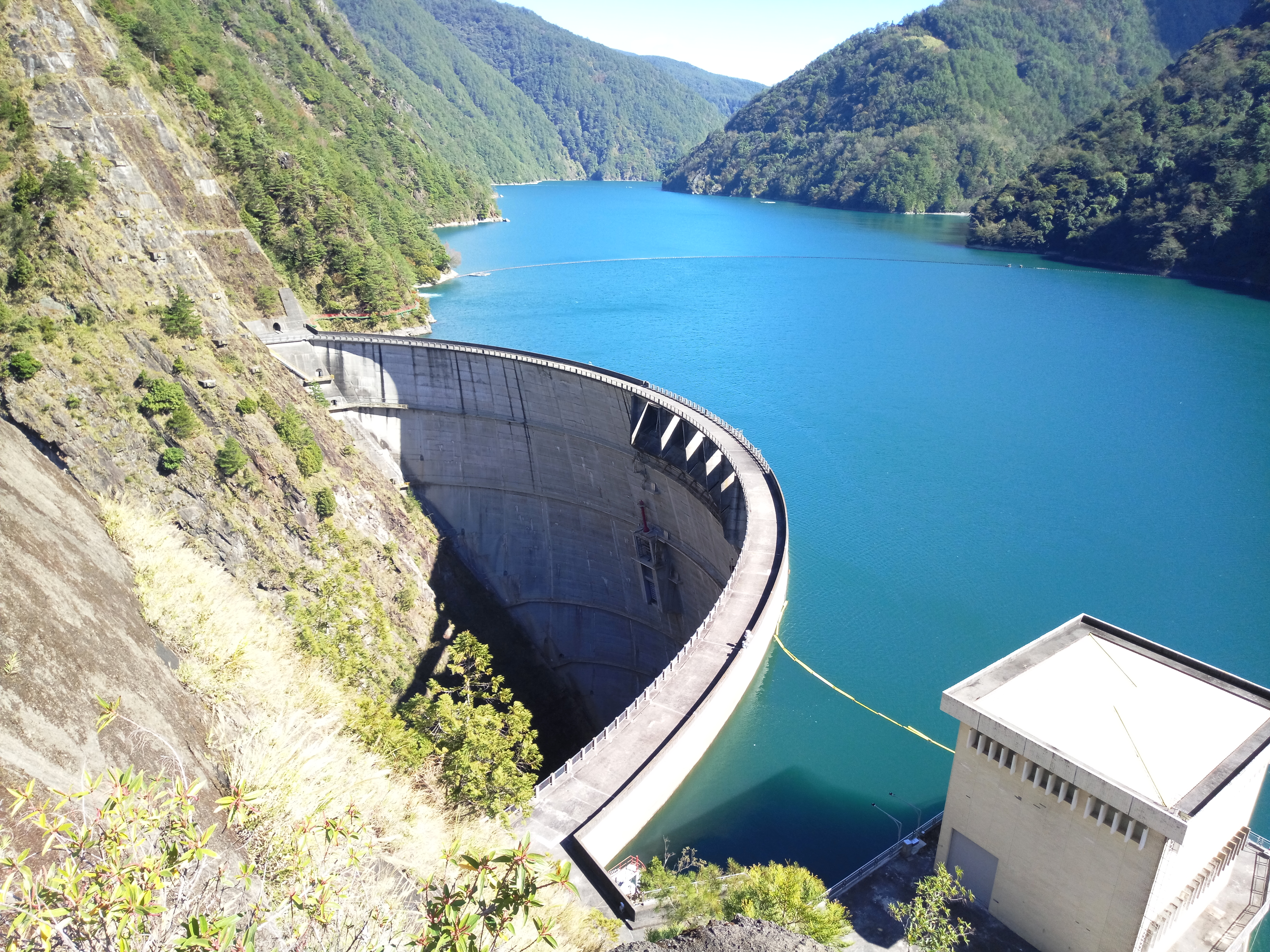
Barrage de Techi, 2017.
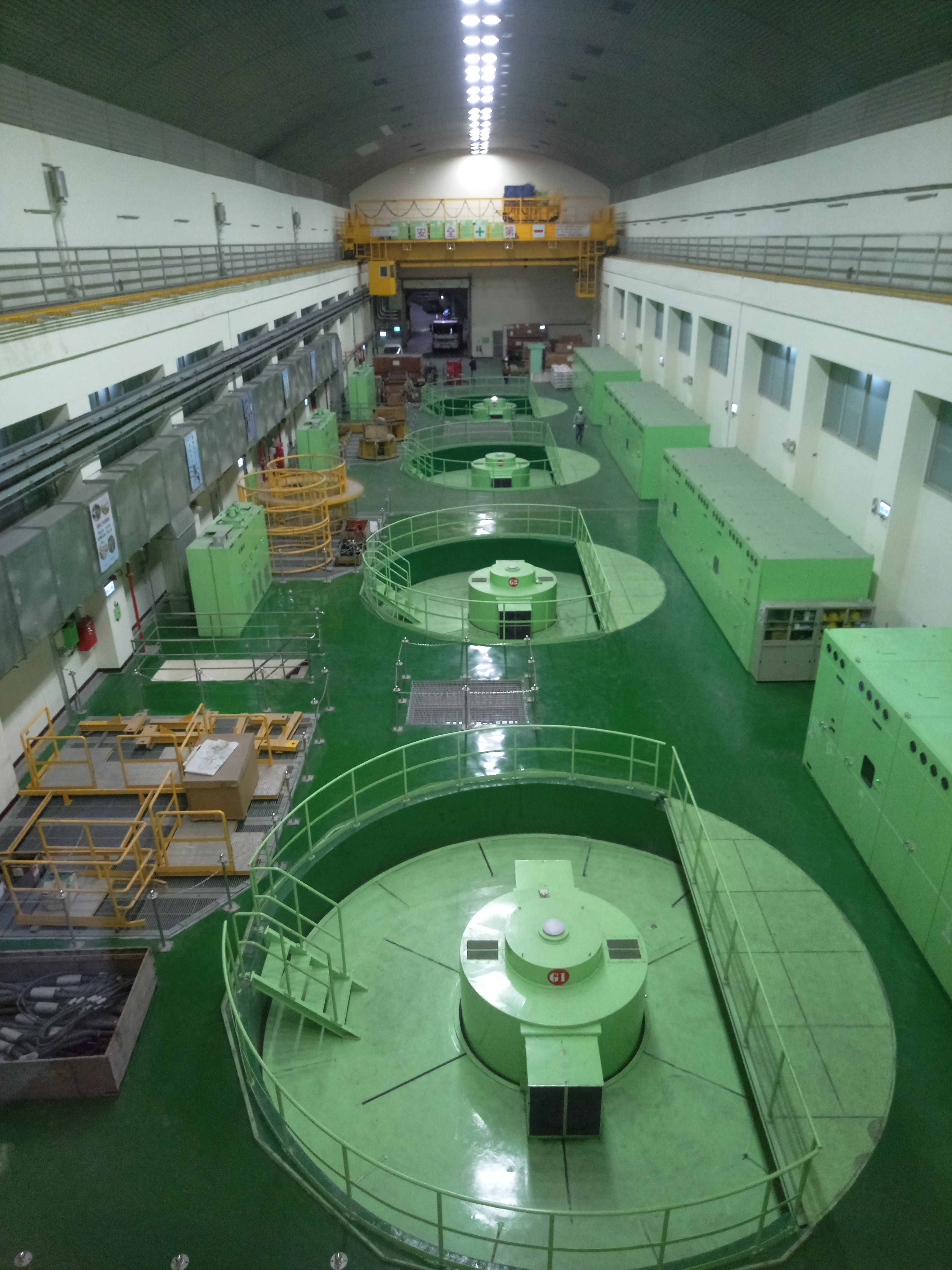
Salle des turbines de la centrale de Qingshan, 2017.
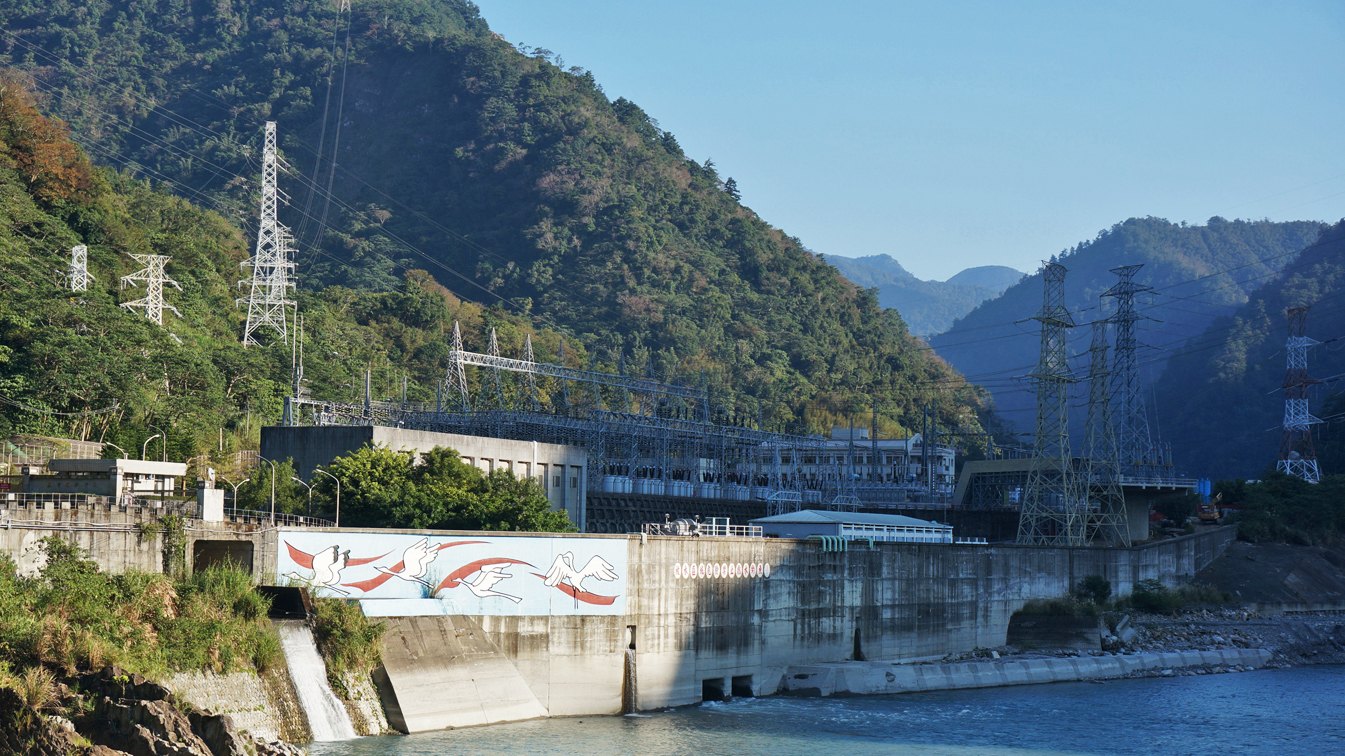
Centrale de Tienlun, 2012.
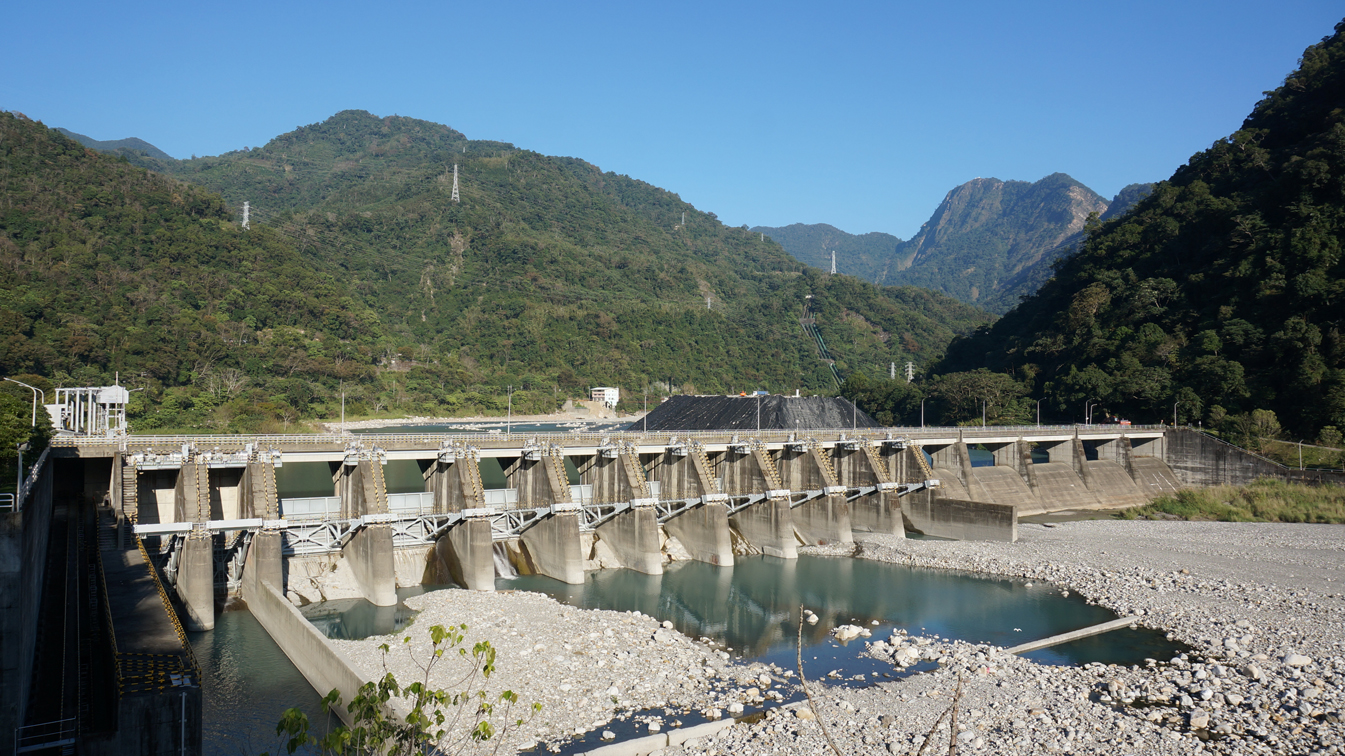
Barrage de Ma'an , 2012.

Les principales centrales hydroélectriques conventionnelles sont les cinq centrales construites sur la rivière Dajia dans la région de Taichung, dont la puissance totale dépasse 1 100 MW : Qingshan (360 MW), mise en service en 1970 ; Techi (234 MW, 1974) ; Tienlun (195 MW, 1956) ; Kukuan (180 MW, 1961) ; Ma'an (133,5 MW, 1998).

#### Énergie éolienne

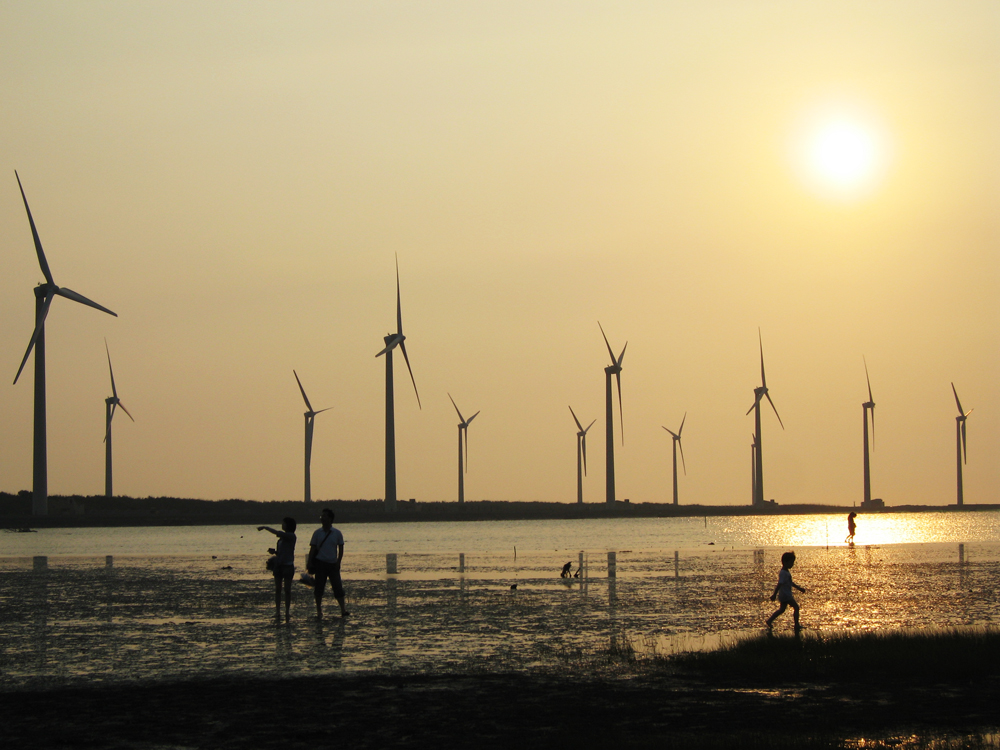
Parc éolien de Kaomei Wetland à Taichung, 2009.

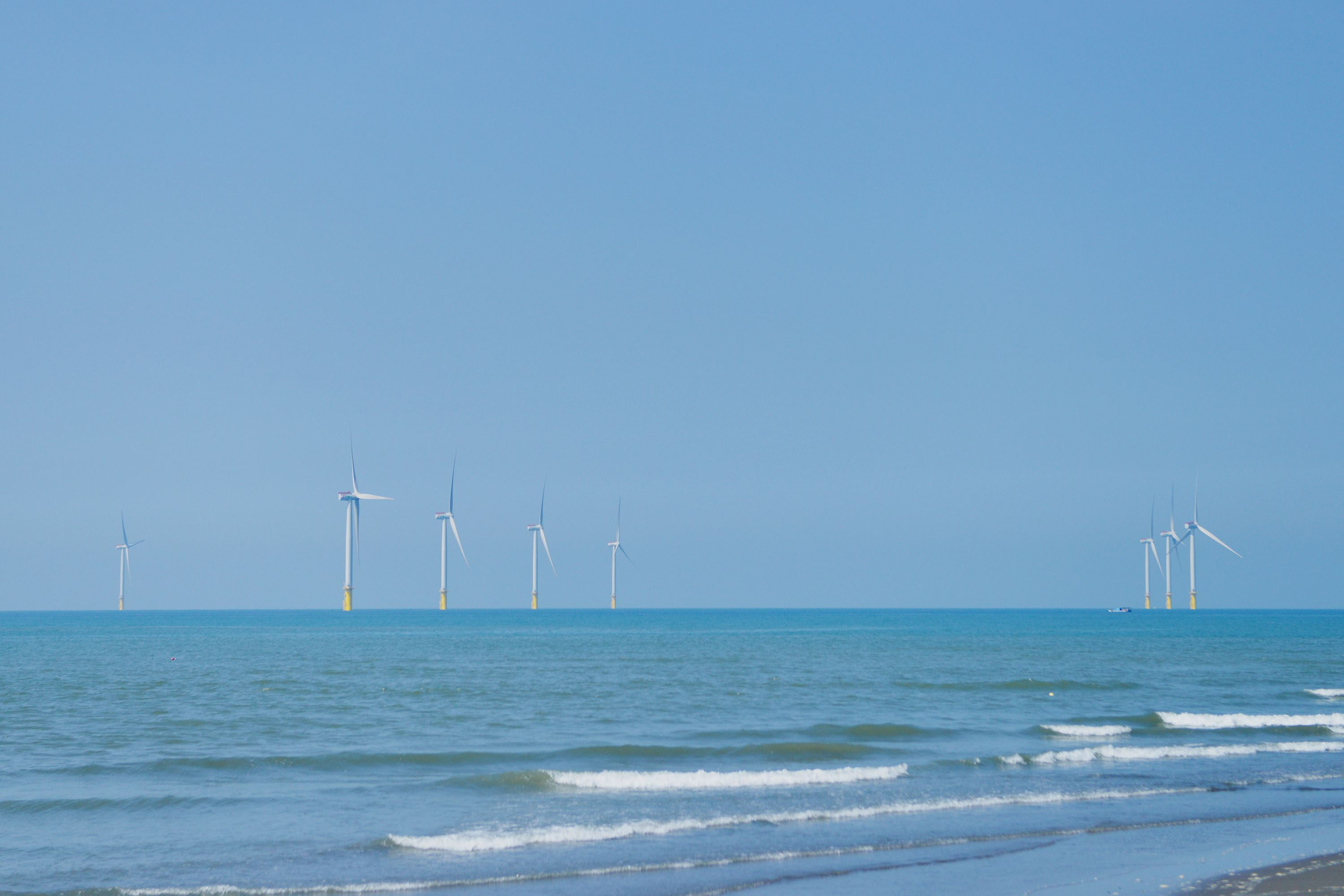
Parc éolien en mer Formosa 1 (128 MW), 2019.

Les éoliennes taïwanaises ont produit 2 208 GWh en 2021, soit 0,8 % de la production d'électricité du pays ; en 2020, elles ont produit 2 308 GWh.
L'Energy Institute estime la puissance installée éolienne de Taïwan en 2022 à 1 581 MW, en progression de 53 % par rapport à 2021, et sa production d'électricité éolienne à 3,5 TWh, en progression de 60 %.
En 2023, Taïwan a installé 692 MW d'éoliennes en mer, portant sa puissance installée éolienne en mer à 2 104 MW, au 2e rang en Asie, derrière la Chine (37 775 MW), et au 7e rang mondial (2,8 % du total mondial). Les mises en service de 2023 sont réparties entre les parcs Formosa II, Yunlin, Greater Changhua 1 & 2a et Changfang Phase 2.
Dans l'éolien en mer, Taïwan a installé 109 MW en 2021 et 1 175 MW en 2022, portant sa puissance installée éolienne en mer à 1 412 MW, au 2e rang en Asie, derrière la Chine, et au 7e rang mondial (2,2 % du total mondial).
Taïwan se situait fin 2017 au 6e rang en Asie avec 692 MW, loin derrière la Chine (188 232 MW) et l'Inde (32 848 MW). Cette puissance s'est accrue de 10 MW au cours de l'année 2017.
La base de données The WindPower recense 104 parcs éoliens taïwanais totalisant 61,3 GW en février 2023, dont 1,97 GW en fonctionnement (0,72 GW à terre et 1,25 GW en mer), 5,59 GW en construction (0,04 GW à terre et 5,55 GW en mer), 0,83 GW approuvés et 52,92 GW en projet (en mer) ; la taille des parcs en fonctionnement est rarement supérieure à 30 MW ; par contre, les projets en mer ont des tailles de plusieurs centaines de mégawatts.
Le parc éolien Wind 1 (100,8 MW) a été mis en service en 2009.
Le ministère des affaires économiques de Taiwan a dévoilé le 30 avril 2018 les lauréats d’un appel d’offres portant sur douze projets éoliens offshore, d’une capacité totale de 3,8 GW dont 968 MW seront connectés d’ici 2020, et 3 098 MW entre 2021 et 2025 :
- Changhua, au large de la côte ouest : un projet de parc pilote de 30 turbines 110 MW a été approuvé[23] et un parc de 116 turbines 154 MW est planifié[24] ;
- Formosa 1 OWF, au large du nord de la côte ouest : une première tranche de 2 turbines (8 MW) est en construction et un projet de parc de 30 turbines 120 MW est planifié[25], ainsi qu'un deuxième projet, Formosa 2 OWF (150 MW)[26] ;
- Fuhai, au large de la côte ouest : 50 turbines, 200 MW[27]
- Penghu, dans l'archipel des Îles Pescadores, dans le détroit de Taïwan : 14 turbines (10,2 MW) ont été mises en service à terre de 2001 à 2005 et un projet offshore de 40 turbines (150 MW) est en préparation[28] ;
- Taihai Ttaoyuan, au large du nord de la côte ouest : 500 MW[29] ;
- Yunlin, au large du comté de Yunlin sur la côte ouest : 750 MW[30] ;
- Zhangbin, au large de Taichung, sur la côte ouest : 60 turbines, 240 MW[31].

#### Énergie solaire
L'énergie solaire photovoltaïque a produit 7 968 GWh à Taïwan en 2021, soit 2,7 % de la production d'électricité du pays.
Taïwan a installé 523 MWc en 2017, portant sa puissance cumulée à 1 800 MWc, puis 1 400 MWc en 2019, 1 700 MWc en 2020 et près de 2 GWc en 2021.